# Billets de banque en francs congolais
Les billets de banque en francs congolais constituent l’un des principaux moyens de paiement en République démocratique du Congo (RDC). Le franc congolais (CDF) est l’unité monétaire officielle du pays, émise par la Banque centrale du Congo (BCC). Depuis son introduction, plusieurs séries de billets ont été mises en circulation pour répondre aux besoins économiques et sécuritaires du pays,,,.

## Historique

Bâtiment administrative de la Banque Centrale du Congo, à Gombe, Kinshasa, en République démocratique du Congo.

Le franc congolais a été réintroduit en 1997, remplaçant le nouveau zaïre à la suite du changement de régime politique. Cette transition monétaire a marqué le retour à l’ancienne appellation utilisée avant 1967. Depuis lors, deux principales séries de billets ont été émises pour soutenir l’économie nationale et répondre aux défis liés à la contrefaçon et à l’usure des billets en circulation,,.

## Présentation

### Présentation générale
Les billets en francs congolais se distinguent par des éléments graphiques représentatifs de la culture et de l’histoire de la RDC, tels que des figures historiques, des paysages emblématiques et des symboles nationaux. Leur conception vise à faciliter l’identification et à renforcer la confiance des utilisateurs .

### Introduction sur la modification des billets
Depuis leur mise en circulation, les billets ont subi plusieurs modifications, principalement pour améliorer les mesures de sécurité et répondre aux exigences économiques. Ces modifications ont été nécessaires pour contrer la contrefaçon et prolonger la durée de vie des billets,.

## La première série (depuis 1997)

### Introduction
La première série de billets de francs congolais a été émise en 1997, marquant une nouvelle ère économique pour la RDC.

### Caractéristiques individuelles
Chaque coupure de cette série présente des thèmes spécifiques liés à l'identité nationale, avec des dénominations allant de 1 centime à 20000 francs ,, , .
| Aperçu                                                                              | Aperçu                                                                              | Valeur    | Dimensions L × h × e (en millimètres), | Masse (en grammes) | Couleur principale | Couleur principale | Représentation                            | Représentation | Signatures      | Signatures |
| Recto                                                                               | Verso                                                                               | Valeur    | Dimensions L × h × e (en millimètres), | Masse (en grammes) | Couleur principale | Couleur principale | Style architectural                       | Série          | Signatures      | Signatures |
| ----------------------------------------------------------------------------------- | ----------------------------------------------------------------------------------- | --------- | -------------------------------------- | ------------------ | ------------------ | ------------------ | ----------------------------------------- | -------------- | --------------- | ---------- |
| Billet de 1 centime (1re série, recto).                                             | Billet de 1 centime (1re série, verso).                                             | 1 CDC     | 120 × 70                               | 1                  |                    | Violet / mauve     | volcan Nyiragongo                         | 1997           | Masangu Mulongo |            |
| Billet de 5 centime (1re série, recto).                                             | Billet de 5 centime (1re série, verso).                                             | 5 CDC     | 120 × 70                               | 1                  |                    | Gris               | peuple Suku & peuple Zandé                | 1997           | Masangu Mulongo |            |
| Billet de 10 centime (1re série, recto).                                            | Billet de 10 centime (1re série, verso).                                            | 10 CDC    | 120 × 70                               | 1                  |                    | Pelure d'oignon    | peuple Pendé                              | 1997           | Masangu Mulongo |            |
| Billet de 10 centime (1re série, recto).                                            | Billet de 10 centime (1re série, verso).                                            | 20 CDC    | 120 × 70                               | 1                  |                    | Tourterelle        | Antilope au Parc national de l'Upemba     | 1997           | Masangu Mulongo |            |
| Billet de 10 centime (1re série, recto).                                            | Billet de 10 centime (1re série, verso).                                            | 50 CDC    | 120 × 70                               | 1                  |                    | Marron             | Tête d'Okapi x Les Okapis                 | 1997           | Masangu Mulongo |            |
| Billet de 10 centime (1re série, recto).                                            | Billet de 10 centime (1re série, verso).                                            | 1 CDF     | 149 × 70                               | 1                  |                    | Bleu nuit          | Gecamines x Assassinat de Patrice Lumumba | 1997           | Masangu Mulongo |            |
| Billet de 10 centime (1re série, recto).                                            | Billet de 10 centime (1re série, verso).                                            | 5 CDF     | 150 × 70                               | 1                  |                    | Glycine            | Rhinoceros blanc & Chutes de Kamwanga     | 1997           | Masangu Mulongo |            |
| Billet de 10 centime (1re série, recto).                                            | Billet de 10 centime (1re série, verso).                                            | 10 CDF    | 150 × 70                               | 1                  |                    | Rouge d'Andrinople | Rhinoceros blanc & Chutes de Kamwanga     | 2003           | Le gouverneur   |            |
| Billet de 10 centime (1re série, recto). · Billet de 10 centime (1re série, recto). | Billet de 10 centime (1re série, verso). · Billet de 10 centime (1re série, recto). | 20 CDF    | 145 × 71 150 x 70                      | 1                  |                    | Vert lichen        | Rhinoceros blanc & Chutes de Kamwanga     | 2003           | Le gouverneur   |            |
| Billet de 10 centime (1re série, recto).                                            | Billet de 10 centime (1re série, verso).                                            | 50 CDF    | 150 × 70                               | 1                  |                    | Rouge cardinal     | Rhinoceros blanc & Chutes de Kamwanga     | 2013           | Le guverneur    |            |
| Billet de 10 centime (1re série, recto). · Billet de 10 centime (1re série, recto). | Billet de 10 centime (1re série, verso). · Billet de 10 centime (1re série, recto). | 100 CDF   | 150 × 70                               | 1                  |                    | Fumée              | Eléphant & Barrage Inga II                | 1997 2000      | Le gouverneur   |            |
| Billet de 10 centime (1re série, recto).                                            | Billet de 10 centime (1re série, verso).                                            | 200 CDF   | 150 × 70                               | 1                  |                    | Cuisse de nymphe   | Rhinoceros blanc & Chutes de Kamwanga     | 2007           | Le guverneur    |            |
| Billet de 10 centime (1re série, recto).                                            | Billet de 10 centime (1re série, verso).                                            | 500 CDF   | 150 × 70                               | 1                  |                    | Bleu ciel          | Exploitation artisanale de diamant        | 2002           | Le guverneur    |            |
| Billet de 10 centime (1re série, recto).                                            | Billet de 10 centime (1re série, verso).                                            | 1000 CDF  | 141 × 73                               | 1                  |                    | Vert perroquet     | peuple Kanyoka                            | 2002           | Le guverneur    |            |
| Billet de 10 centime (1re série, recto).                                            | Billet de 10 centime (1re série, verso).                                            | 5000 CDF  | 146 × 73                               | 1                  |                    | Isabelle           | statuette Hemba                           | 2002           | Le guverneur    |            |
| Billet de 10 centime (1re série, recto).                                            | Billet de 10 centime (1re série, verso).                                            | 10000 CDF | 150 × 70                               | 1                  |                    | Glycine            | statuette Kuba                            | 2002           | Le guverneur    |            |
| Billet de 10 centime (1re série, recto).                                            | Billet de 10 centime (1re série, verso).                                            | 20000 CDF | 150 × 70                               | 1                  |                    | Topaze             | statuette Kuba                            | 2002           | Le guverneur    |            |

### Signatures

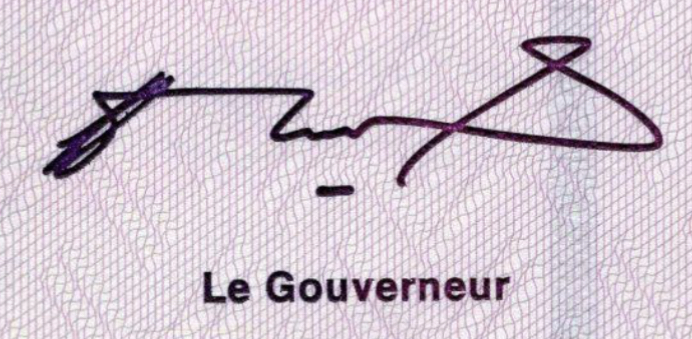
Signature d’un gouverneur de la banque centrale du Congo sur un billet.

Les billets portent la signature du gouverneur de la Banque centrale et du ministre des Finances, garantissant leur authenticité.

### Éléments de sécurité

Motifs holographiques de sécurité du billet de 500 francs en Recto

Billet de 1000 francs congolais en ultraviolets recto.

Les éléments de sécurité incluent des filigranes, des fils métalliques et des encres optiquement variables pour prévenir la contrefaçon .

### Identification
Les billets sont identifiables par leur numéro de série unique et leur code alphanumérique.

### Pays émetteur

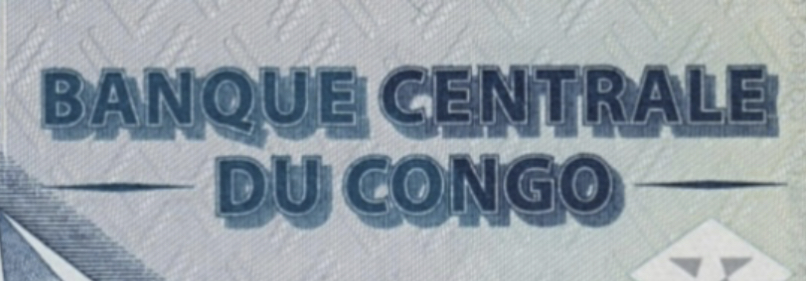
Nom de la banque centrale du Congo sur un billet de francs congolais.

Tous les billets portent l’inscription "Banque centrale du Congo", soulignant leur statut légal en RDC.

### Identification de l'imprimeur
L'identification de l'imprimeur est visible sur certains billets, avec des mentions discrètes ou des codes spécifiques.

## Deuxième série (année à 2013)

### Introduction: raisons du changement
La deuxième série a été introduite pour moderniser les billets et renforcer les mesures de sécurité face à l'augmentation des cas de contrefaçon.

### Historique
Ce changement a été précédé par une étude approfondie sur l’évolution du système monétaire et les besoins économiques de la RDC.

### Changements par rapport à la première série
Les billets de la deuxième série sont dotés de nouveaux éléments de sécurité et d’un design plus moderne, avec des matériaux plus résistants.

### Problème de transition
La transition entre les deux séries a posé des défis logistiques, notamment en termes de distribution et d’acceptation par la population.

### Caractéristiques individuelles
Les nouvelles coupures présentent des améliorations esthétiques et fonctionnelles, tout en conservant des éléments emblématiques.

### Signatures

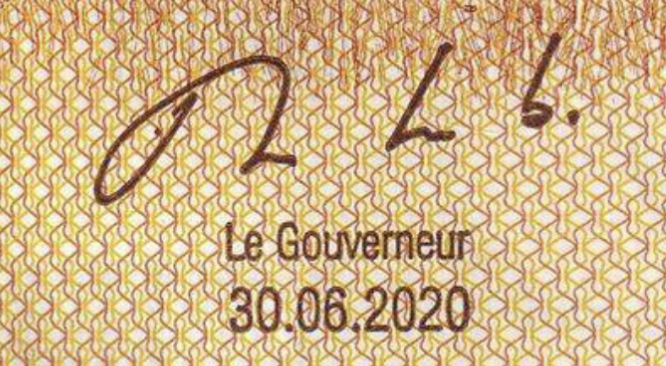
Signature du gouverneur de la banque centrale du Congo sur un billet de 5000 francs congolais.

Les signatures du gouverneur et du ministre des Finances sont également présentes, avec une mise à jour pour refléter les nouvelles autorités.
|                                   | Gouverneur           | Période de gouvernance     | Signature                       | Période de circulation des billets avec cette signature |
| --------------------------------- | -------------------- | -------------------------- | ------------------------------- | ------------------------------------------------------- |
| Photo en buste de Wim Duisenberg. | Masangu Mulongo      | 8 août 1997 - 14 mai 2013  | Signature de Masangu Mulongo.   | 8 août 1997 -                                           |
|                                   | Mutombo Mwana Nyembo | 14 mai 2013 - 30 juin 2021 | Signature de Deogratias Mutombo | 14 mai 2013 -                                           |
|                                   | Malangu Kabedi       | 30 juin 2021 -             | Signature de Deogratias Mutombo | 4 janvier 2022 -                                        |

### Éléments de sécurité
Les éléments de sécurité incluent des filigranes, des fils métalliques et des encres optiquement variables pour prévenir la contrefaçon.

### Identification

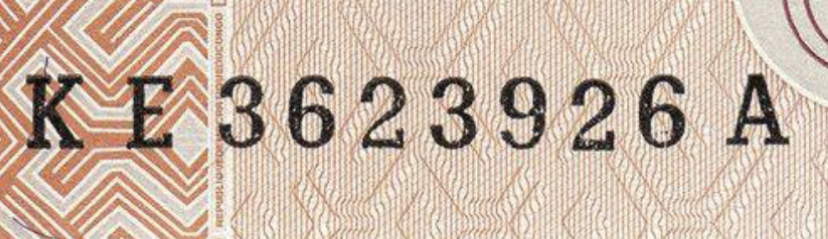
Numérotation d’un billet de banque en francs congolais.

Les billets comportent des codes alphanumériques et des numéros de série pour faciliter leur suivi et leur identification .

## Cycle de vie

### Émission
L’émission des billets est contrôlée par la Banque centrale, selon les besoins économiques.

### Production et stockage
La production est sous-traitée à des imprimeurs spécialisés, et les billets sont stockés dans des installations sécurisées.

### Répartition de la production
La répartition est gérée en fonction des besoins régionaux, avec une distribution via les agences bancaires et les distributeurs .

### Coût de production
Le coût varie selon la complexité des éléments de sécurité intégrés et la quantité produite.

### Stockage
Les billets non distribués sont conservés dans des centres sécurisés pour prévenir les vols ou la dégradation.

## Circulation

### Statistiques
Les données sur la circulation des billets sont publiées régulièrement par la Banque centrale,.

### Suivi des billets
Un suivi est effectué pour contrôler la durée de vie et prévenir la contrefaçon.

### Contrefaçon
Malgré les mesures, la contrefaçon reste un défi, nécessitant des contrôles constants et des campagnes de sensibilisation.

## Fin de vie et recyclage
Les billets endommagés sont retirés de la circulation et détruits, souvent par incinération. Des projets de recyclage sont à l’étude pour limiter l’impact environnemental.

## Impact environnemental
La production et la destruction des billets ont un impact écologique, incitant à la recherche de solutions plus durables.